# Томас и другари: Састанак локомотива
Томас и другари: Састанак локомотива (енгл. Thomas & Friends: Calling All Engines!) британско је Дечји филм из 2005. године, написао и режирао Стив Асквит, а продуцирали Олкрофт и Сајмон Спенсер. То је филм Томас и другари у франшизи. У филму глуме Мајкл Анђелис и Мајкл Брендон.

## Улоге
| Лик        | Оригинални глас | Српски глас   |
| ---------- | --------------- | ------------- |
| Приповедач | Мајкл Анђелис   | Бојан Жировић |